# Stignano
Stignano  község (comune) Calabria régiójában, Reggio Calabria megyében.

## Fekvése
A megye északkeleti részén fekszik. Határai: Camini, Caulonia, Pazzano, Placanica, Riace és Stilo.

## Története
A 14. században alapították. Korabeli épületeinek nagy része az 1783-as calabriai földrengésben elpusztult. A 19. században nyerte el önállóságát, amikor a Nápolyi Királyságban felszámolták a feudalizmust.

## Népessége
A népesség számának alakulása:

## Főbb látnivalói
- Madonna dell’Annunziata-templom
- San Rocco-templom
- San Nicola-templom